# Colma (BART)
Colma is een metrostation van het BART netwerk in de Amerikaanse plaats Colma (Californië). Het station ligt naast het depot Daly van BART maar de reizigersdienst begon pas toen op 24 februari 1996 de perrons werden geopend. Tussen 1996 en verlenging in 2003 was het station het westelijke eindpunt van het net.